# Agrosteomela medvedevi
Agrosteomela medvedevi es un coleóptero de la familia Chrysomelidae.
Fue descrita científicamente por primera vez en 2001 por Daccordi.

## Tipos
- Agrosteomela flavipennis
- Agrosteomela medvedevi
- Agrosteomela nigrita